# مارتن مالوتشا
مارتن مالوتشا هو لاعب كرة قدم كرواتي في مركز الوسط، ولد في 21 مارس 1990 في زغرب في كرواتيا. لعب مع النادي الفيصلي.

## وصلات خارجية
- مارتن مالوتشا على موقع قاعدة بيانات كرة القدم.إي يو (الإنجليزية)
- مارتن مالوتشا على موقع Soccerbase.com (لاعب) (الإنجليزية)
- مارتن مالوتشا على موقع Soccerway.com (الإنجليزية)
- مارتن مالوتشا على موقع عالم كرة القدم.نت (الإنجليزية)